# Kruiskruidknopgalmug
De kruiskruidknopgalmug (Contarinia aequalis) is een muggensoort uit de familie van de galmuggen (Cecidomyiidae). De wetenschappelijke naam van de soort is voor het eerst geldig gepubliceerd in 1898 door Kieffer.